# Hemsen
Hemsen is een dorp in de Duitse gemeente Meppen, deelstaat Nedersaksen, en telt, volgens de gemeentewebsite, 840 inwoners (31 december 2020).
Het dorpje bestaat ten minste al sedert omstreeks het jaar 1000. Archeologisch onderzoek bracht echter oudere bewoningssporen (uit de 4e of 5e eeuw) aan het licht. In 1877 werden verscheidene aan de rand van het dorp wonende boeren onteigend. De firma Krupp had hun landerijen nodig voor een testterrein voor de door Krupp geproduceerde kanonnen.
Samen met de naburige plaatsjes Borken, Hüntel en Holthausen behoorde Hemsen tot de, nauw samenwerkende, zogenaamde „Nordgemeinden“, die voor de toevoeging in 1974 ervan aan de stad Meppen kerkelijk één kerspel vormden. Na de Tweede Wereldoorlog werd Hemsen met enige nieuwbouwwijken voor woonforensen uitgebreid.

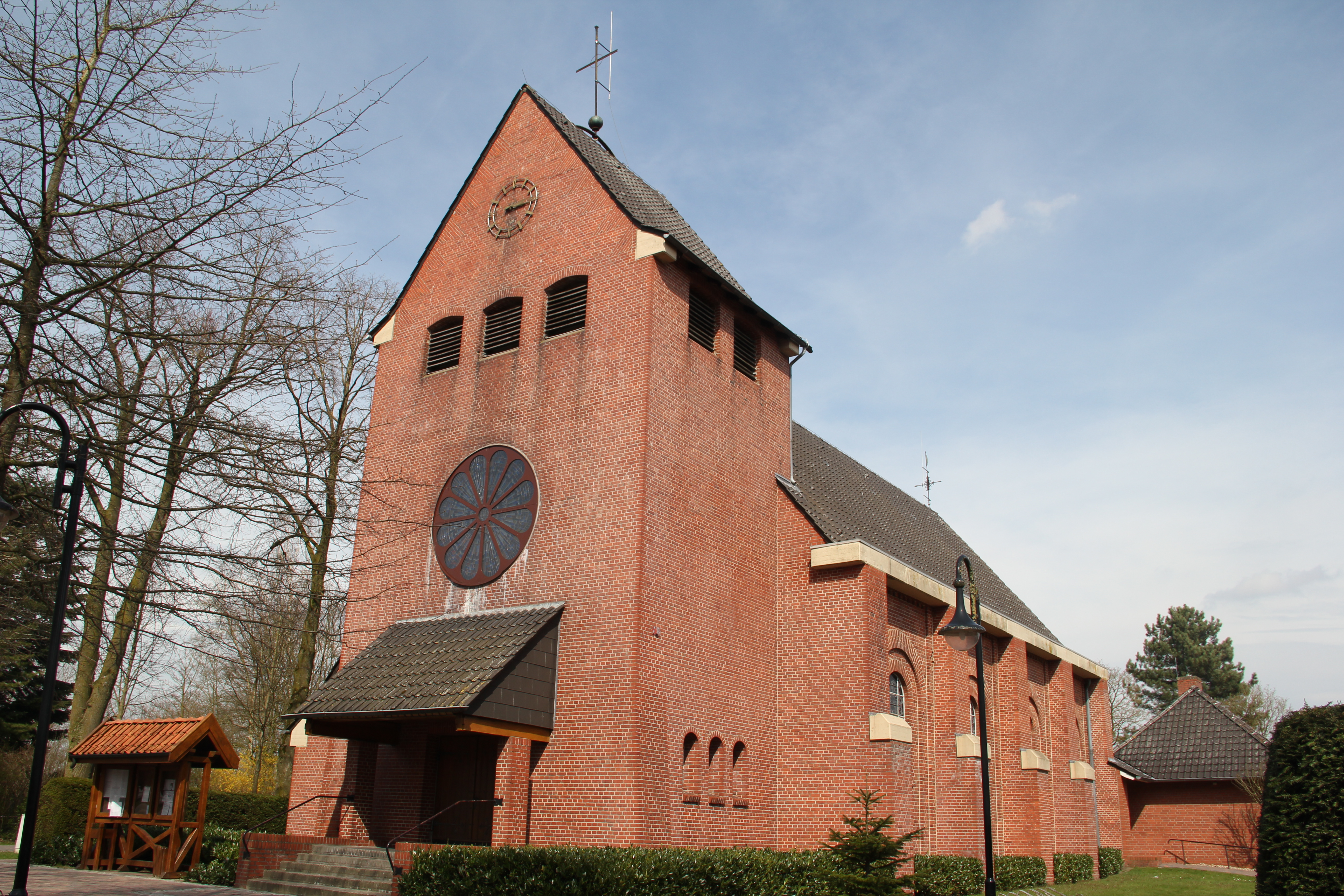
O.L.Vrouwekerk (1923; toren:1936)

Zie voor meer, vooral geschiedkundige, informatie de hierboven aangehaalde pagina op de website van de gemeente Meppen.